# 7e régiment du matériel
 (août 2025).
Si vous disposez d'ouvrages ou d'articles de référence ou si vous connaissez des sites web de qualité traitant du thème abordé ici, merci de compléter l'article en donnant les références utiles à sa vérifiabilité et en les liant à la section « Notes et références ».

Le 7e régiment du matériel (7e RMAT) est un régiment de soutien de l'armée de terre française. 
Il est subordonné à la brigade de maintenance et il est spécialisé dans le soutien technique en zone montagneuse.
De ce fait, il est préparé à être projeté en terrain accidenté et dans des conditions climatiques rigoureuses. Depuis le 1er janvier 2004, le régiment est une unité entièrement alpine ; par conséquent, son personnel porte la tarte[réf. nécessaire]. 
Le régiment a été décoré le 23 juin 2013 de la croix de la Valeur militaire avec étoile de bronze pour son engagement en Afghanistan[réf. nécessaire].

## Création et différentes dénominations
- 1er juillet 1985 : création du 7e régiment du matériel à Trèves (Allemagne)
- 31 juillet 1993 : dissolution
- 1er juillet 1999 : recréation du 7e régiment du matériel à Lyon à partir des établissements du matériel de Lyon, Saint-Égrève, Leyment, du 27e bataillon du matériel de la 27e division d’infanterie de montagne et du 6e bataillon du matériel de la 6e division légère blindée

## Étendard
Comme tous les autres étendards de l'arme du matériel, il ne porte aucune inscription.

## Historique des garnisons du7eRMAT
Tiré de la plaquette de la cérémonie d'adieu du régiment à Trèves.
Le 7e régiment du matériel a été créé le 1er juillet 1985 à partir du 51 GRM, du 201 GRMCA, du 733 GMU et de la 605 CARM.
L'étendard du régiment est remis par le général de corps d'armée IMBOT, chef d’état-major de l'Armée de terre, au colonel COUILLARD le 18 septembre 1985 à Oberkich (RFA).
Composé de 5 unités élémentaires, il comprend un effectif d'environ 550 militaires et 200 personnel civils.
Implanté sur 4 garnisons TREVES, KONZ-WASSERLIESCH, WITTLICH et BUDESHEIM, il gère également un dépôt d'Armées de munitions.
Le 7e régiment du matériel est dissous le 31 juillet 1993.
Fin de l'extrait.
- 1er juillet 2002 : la 1re compagnie de maintenance mobilité (CMM) quitte Saint-Égrève pour s’installer à Lyon
- 24 juin 2003 : la 3e compagnie de maintenance électronique armement (CMEA) est créée sur le site de Lyon
- 1er juillet 2004 : une section réparation mobilité feu de la 2e compagnie de maintenance mobilité s'installe à Gap.
- 1er juillet 2004 : une section réparation mobilité feu de la 1re compagnie de maintenance mobilité s'installe à Valence.
- 1erjuillet 2005 : Les militaires de la section réparation mobilité feu de Valence sont mutés (administrativement) au profit du 4e RMAT (Nîmes).
- 1erjuillet 2005 : la 1ere approvisionnement (CAP) de la  13e BSMAT, implantée à Moulins est rattachée au régiment et devient la 5e compagnie approvisionnement
- 1er juillet 2006 : une section réparation mobilité feu (SRMF) de la 1re compagnie de maintenance mobilité s’installe à Clermont-Ferrand.
- 1er août 2007 : la 1re compagnie de maintenance mobilité quitte Lyon pour s'installer à La Valbonne
- 1er juillet 2008 : la section de réparation mobilité feu de Clermont-Ferrand est transférée à la 13e BSMAT
- 1er juillet 2009 : la 5e la 5e compagnie approvisionnement est rattachée à la 13eme BSMAT de Clermont-Ferrand
- 1er juillet 2011 : la 1re compagnie quitte La Valbonne pour se réinstaller à Lyon
- 1er juin 2016 : création de l'Unité d'Intervention de Réserve (UIR)

## Missions

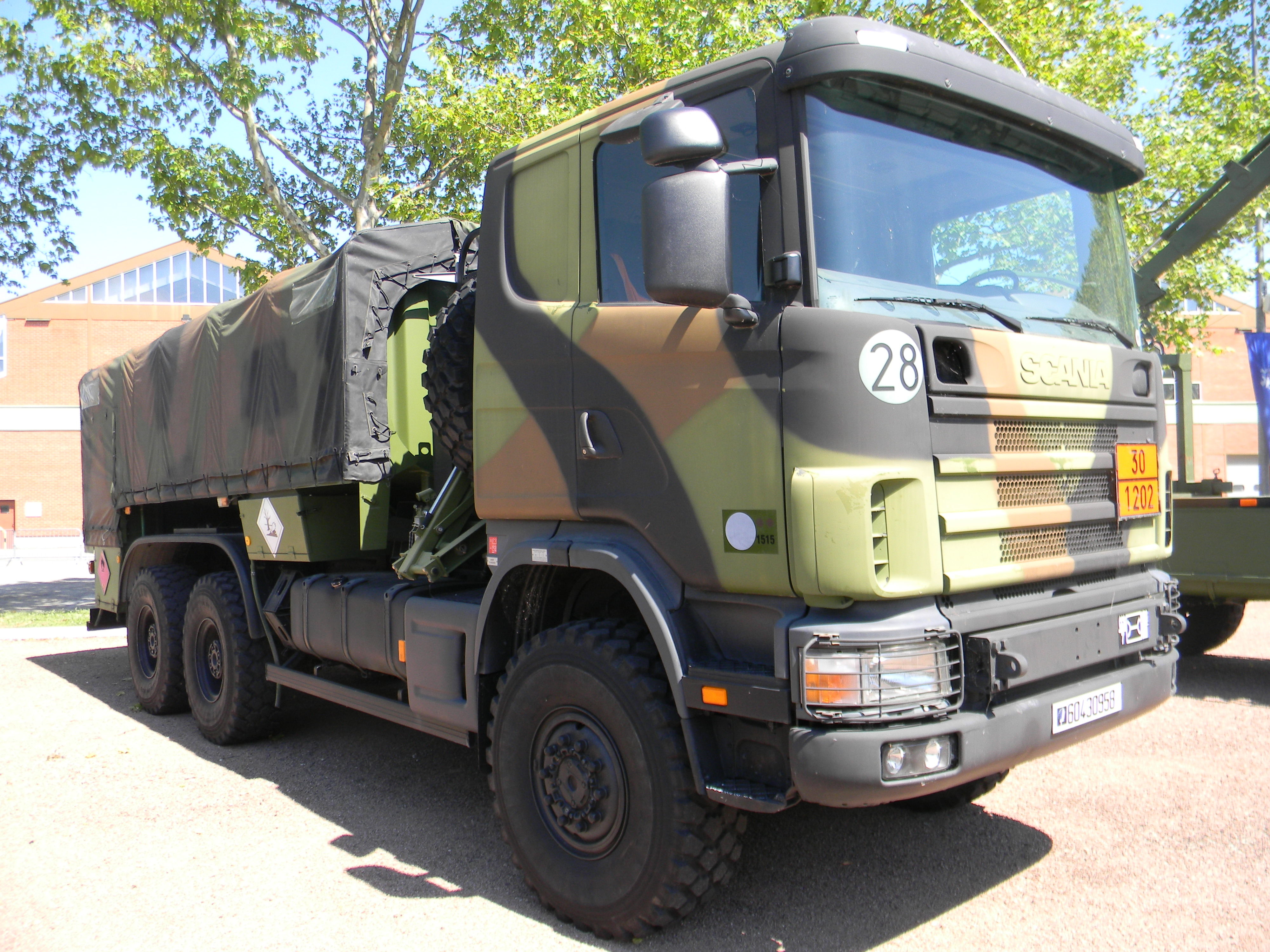
Un camion-citerne Scania CCP10 de la compagnie de commandement et de logistique du 7e régiment du matériel en 2013. Sa plaque d'immatriculation indique qu’il est entré en service en 2004.

Ses missions sont articulées en trois volets :
- Au profit de toutes les unités stationnées dans la région Rhône-Alpes
  - Maintenir en condition les équipements dans les spécialités auto-engins blindés, armement, tourelles et conduite de tir, optique, transmissions, radars,  NRBC ;
  - Approvisionner en pièces de rechange et en certains matériels ;
  - Participer à la revalorisation des équipements (VAB, ERC-90 Sagaie, VAC) ;
  - Dispenser des formations techniques au profit de la région (optique, transmission, NRBC) ;
- Au profit de l’Armée de terre :
  - Approvisionner en pièces de rechange pour les équipements NRBC et incendie ;
  - Reconstruire et rénover certains équipements : véhicules de transport logistique, véhicules articulés chenillés, remorques, NRBC et incendie, shelters…
  - Assurer l’expertise de la maintenance des équipements VAC, NRBC et incendie, radiologie et montagne.
- La projection
  - Être en mesure de fournir une structure de commandement d’un régiment pouvant engerber quatre à cinq unités élémentaires (compagnies) de maintenance et d’approvisionnement.

Neuf cents personnes, militaires et civiles concourent aux missions. Elles se déroulent en métropole et sur les théâtres d’opérations extérieures (Afghanistan, Liban, Kosovo, Tchad, Côte d’Ivoire, etc.).

## Composition
Le 7e RMAT est composé de :
- l'état-major,

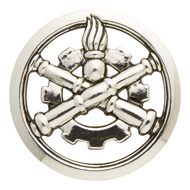
Insigne de béret du matériel.

- la compagnie de commandement et de logistique (CCL) à Lyon
- 1re compagnie de maintenance mobilité, à Lyon. La 3e section réparation mobilité est située à Clermont-Ferrand.
- 2e compagnie de maintenance mobilité, à Varces-Allières-et-Risset.
- 3e compagnie de maintenance électronique armement, à Lyon.
- 4e compagnie des approvisionnements, à Lyon.
- 5e compagnie multitechnique, à Lyon (ex-11e compagnie jusqu'en 2017).
- la compagnie de combat terrestre de réserve, à Lyon.

Le 7e RMAT dispose en 2012 de trois implantations : Lyon, Varces-Allières-et-Risset (près de Grenoble), et à l'Alpe du Grand Serre (poste de montagne).
Le régiment comprend 650 hommes, dont 20 % de personnels civils. Il s'y ajoute 140 réservistes volontaires, essentiellement des étudiants.

## Chefs de corps
- 1985 - 1988 : colonel Couillard
- 1988 - 1990 : colonel Skrzypczak
- 1990 - 1992 : colonel Bansard
- 1992 - 1993 : colonel Adam
- 1999 - 2000 : colonel Paroni
- 2000 - 2002 : colonel Pellizzari
- 2002 - 2004 : colonel Hocquard
- 2004 - 2006 : colonel André
- 2006 - 2008 : colonel Rico
- 2008 - 2010 : colonel Lecomte
- 2010 - 2012 : colonel Cesari
- 2012 - 2014 : colonel Esteban
- 2014 - 2016 : colonel Tromeur
- 2016 - 2018 : colonel Kuntzmann
- 2018 - 2020 : colonel Tachker
- 2020 - 2023 : colonel Houmeau
- 2023 - 2025 : colonel Royer
- 2025 -  : colonel Galland